# تدوين مصغر
يعتبر التدوين المصغر (بالإنجليزية Micro-blogging) من الفنون الجديدة وهو مشتق من التدوين ولكنه لا يسمح بالعدد اللا محدود من المدخلات. خلافا للتدوين الطبيعي يقتصر التدوين في هذا النوع المصغر علي إرسال رسائل أو تحديثات بحد أقصي 140 حرف فقط للرسالة الواحدة، وبشكل أكثر تلخيصاً يمكن أن نقول أن التدوين المصغر عبارة عن تحديثات كتابية تصف الأحداث التي تعاصرها في يومك علي مدار الساعة.

## ظهور التدوين المصغر

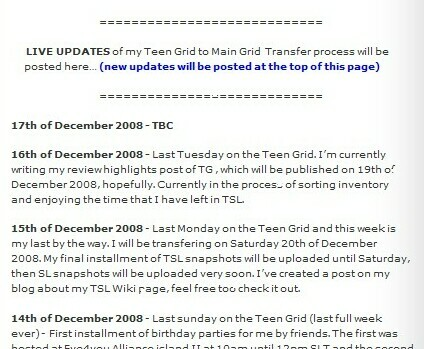
منشورات نصية قصيرة على مدونة عام 2008

عرف التدوين المصغر مع تقديم خدمة تويتر رسمياً في أكتوبر 2006 وكذلك موقع jaiku المملوك لجوجل كما ظهر منذ أشهر موقع Plurk الذي يقدم نفس الخدمة، وتعد خاصية status update الموجودة في الفيس بوك جزءاً من هذا التدوين المصغر.

## مستقبل التدوين المصغر
التدوين المصغر في طريقه إلى التوسع والانتشار على مستوى معظم مستخدمي الإنترنت حول العالم. ونسبة استخدامه في العالم العربي لا بأس به حيث أن معظم مواقع micro blogging تدعم اللغة العربية دون مشاكل. وقد صارت كثرة تلك المواقع التي تقدم مثل هذه الخدمة مؤدية إلى بعض التشتت والضياع بين تلك المواقع، ولكن يبقى تويتر على القمة [وفقًا لِمَن؟].